# God Control
Singles de Madonna
Medellín I Don't Search I Find
God Control est une chanson de l'auteure-compositrice-interprète américaine Madonna tirée de son quatorzième album studio, Madame X (2019). Elle a été écrite par Madonna, son collaborateur de longue date Mirwais et le musicien américain Casey Spooner. Madonna et Mirwais ont produit la chanson avec Mike Dean.
La chanson parle du contrôle des armes à feu et aborde également le climat politique des États-Unis à l'époque. Il s’agit d’une chanson expérimentale pop, disco, hi-NRG et électropop et met en vedette le Tiffin Children’s Chorus répétant « We lost god control » tout au long.
Dans le clip, Madonna tape à la machine "we lost gun control" et non pas "[we lost] god control" comme le suggère le titre de la chanson (traduit par "nous avons perdu le contrôle des armes" et non "le contrôle de Dieu").
Il a reçu des critiques positives de la part des critiques musicaux, qui l’ont considéré comme l’une des meilleures chansons de l’album. Le 26 juin, un clip d’accompagnement réalisé par Jonas Åkerlund est sorti. Il entrecoupe des images de Madonna en tant qu’alter ego « Madame X » avec des scènes d’une boîte de nuit où se déroule une fusillade. La vidéo rappelait la fusillade de la boîte de nuit d’Orlando en 2016 et a été critiquée par les médias et les survivants du massacre.
Cependant, il a été salué par certains défenseurs du contrôle des armes à feu. Madonna a interprété « God Control » lors de son apparition à Stonewall 50 - WorldPride NYC 2019, et en tant que numéro d’ouverture de son Madame X Tour en 2019-20.

## Contexte et composition
En 2017, Madonna a déménagé à Lisbonne, au Portugal, à la recherche d’une académie de football de premier plan pour son fils David, qui voulait devenir un joueur de football professionnel. Alors qu’elle vit en ville, elle commence à rencontrer des artistes, des peintres et des musiciens, qui l’invitent à des « séances de salon ». Lors de ces séances, ils apportaient de la nourriture, s’asseyaient autour de la table et les musiciens commençaient à jouer des instruments, chantant du fado et de la samba,. Se retrouvant « connectée par la musique », la chanteuse décide de créer un album ; « J’ai trouvé ma tribu [à Lisbonne] et un monde magique de musiciens incroyables qui ont renforcé ma conviction que la musique à travers le monde est vraiment connectée et est l’âme de l’univers »,. Le 15 avril 2019, Madonna a révélé « Madame X » comme titre de l’album. Pour l’album, elle a travaillé avec Mirwais, son collaborateur de longue date, qui avait déjà travaillé sur ses albums Music (2000), American Life (2003) et Confessions on a Dance Floor (2005), ainsi que Mike Dean, qui était producteur sur Rebel Heart (2015) et Diplo.
« God Control » a été écrit par Madonna et Mirwais et produit par ces deux derniers avec Mike Dean. Le single a été décrit comme une chanson expérimentale pop, disco, hi-NRG et électropop. Lyriquement, il parle du contrôle des armes à feu, ainsi que de la démocratie et de l’État politique des États-Unis. Musicalement, il a été décrit comme un « mash-up samba-disco-gospel-euphorique et densément stratifié » avec des violons et un son rétro. Il comporte une chorale gospel, des sons de coups de feu et des voix vocoderées. La chanson commence avec Madonna chantant « Everybody knows the damn truth/Our nation lied and lost respect » dans un style « dents serrées » suivi par le Tiffin Children’s Chorus répétant la phrase « we lost gun control » d’une manière « effrayante ». Il est suivi d’un refrain « schmaltzy » inspiré de la soul de Philadelphie dans lequel Madonna chante « It’s a hustle » au milieu de couplets « loufoques » sur « une nouvelle démocratie ». Sur une section particulière, il y a un rap qui met en vedette les artistes utilisant un accent « ringard » – comparé par certains critiques au style vocal qu’elle a utilisé sur son album de 1990, I’m Breathless et le duo électronique Daft Punk – pour chanter « Chaque nouvel anniversaire me donne de l’espoir / c’est pourquoi je ne fume pas cette dope » et parle de son cerveau comme étant « son seul ami ».

### Revendication d’écriture de la chanson
En novembre 2019, Casey Spooner a affirmé qu’il avait été co-scénariste de God Control, mais qu’il n’avait jamais été crédité ou indemnisé pour cela. Spooner a déclaré qu’il avait créé la mélodie de la chanson lorsque Mirwais lui a demandé de réécrire les paroles et de mélanger l’audio d’une démo pour son album solo, dans lequel il voulait chanter en anglais sur la politique américaine. Peu de temps après, Mirwais abandonne le projet pour aller travailler avec Madonna. Spooner a exprimé son intérêt à travailler avec la chanteuse mais n’a jamais reçu de réponse. Lorsque Spooner entendit pour la première fois la mélodie de « God Control », il la jugea trop similaire à celle qu’il avait créée et accusa le producteur d’utiliser son travail sans permission ; il a ensuite posté un extrait, comparant les deux chansons, sur son compte Instagram. Selon Spooner, une fois que Madonna a entendu cela, elle l’a contacté en prétendant qu’elle n’était pas au courant de ses contributions, et lui a offert 10 000 $ à titre d’avance – qui a ensuite été augmentée à 25 000 $ – ainsi que 15% des crédits d’écriture et des redevances. Spooner a refusé, car il a prétendu qu’il ne recevrait que 10 000 $ du règlement de 25 000 $ après avoir couvert les impôts et ses frais juridiques. Il a également affirmé qu'« il n’y a pas d’argent dans les ventes de disques. Pas même pour Madonna », et a exigé qu’il soit payé 1% des bénéfices de tournée du chanteur pour « couvrir [ma] contribution et les dommages ».

## Réception critique
Le morceau a reçu des critiques positives de la part des critiques musicaux. Stephen Thomas Erlewine d’Allmusic, a écrit que « les ténèbres pèsent lourd [sur l’album], faisant surface férocement dans le phrasé de la bouche serrée sur 'God Control' ».
- Jeremy Helligar de Variety l’a considéré, avec le morceau précédent Dark Ballet, comme l’un des moments de Madame X où « la vraie bizarrerie s’installe », et « la Madonna la plus proche peut jamais venir à sa propre Bohemian Rhapsody. »[8]
- Ben Beaumont-Thomas, de The Guardian, l’a qualifié de l’un des « chocs adaptés uniquement aux amateurs de schadenfreude ou aux érudits du camp extrême ». Il a en outre conclu que « c’est – juste – brillant, et deviendra une curiosité tout aussi aimée et méprisée parmi les fans »[9].
- Mike Wass d’Idolator, a déclaré qu’il s’agissait d’une « expérience audacieuse et réussie... tentaculaire et peut-être inutilement baroque, mais il brûle d’ambition et de colère. Et parvient toujours à être pop »[9].
- Rob Sheffield de Rolling Stone l’a salué comme « un moment rare d’euphémisme de Madonna »[10].
- Louise Bruton de The Irish Times, a déclaré que la chanson est « une position expérimentale contre l’autoritarisme et le contrôle des armes à feu à travers une pop déformée de style Black Mirror... de secouer nos épaules et de nous dire de nous réveiller, mouton ».
- Samuel R. Murrian de Parade, l’a classé au numéro 96 sur sa liste des 100 plus grandes chansons de la chanteuse[11],[12].
- Selon Nicolas Hautman de Us Weekly, « God Control » est la chanson « la plus audacieuse et épique » de Madonna depuis Gang Bang en 2012[12].
- Daniel Megarry de Gay Times, l’a jugé « créatif, dansant et inattendu... pure perfection », ainsi que la meilleure chanson de l’album[13].
- Jonny Coleman de The Hollywood Reporter a qualifié le morceau d'« odyssée de plus de six minutes »[14].
- Bradley Stern de Paper, l’a décrit comme une « ode disco joyeuse au contrôle des armes à feu »[15].
- En examinant Madame X pour The Independent, Alexandra Pollard a déclaré que « God Control » était une « attaque contre les faibles lois américaines sur le contrôle des armes à feu »[16].
- Sal Cinquemani de Slant Magazine, a estimé qu’il s’agissait de la « pièce de résistance de l’album », ainsi que de « la chose la plus exaltante qu’elle ait faite depuis des années »[17].
- Pour Spencer Kornhaber de The Atlantic, c’était « comme quelques chansons en une ». Néanmoins, il l’a qualifié de « prise irrésistible de l’âme de Philadelphie » et l’a loué pour être à la fois « un commentaire de camp sur la façon dont les gens peuvent danser face à la crise » et « accrocheur et amusant »[17].
- Wren Graves, du magazine en ligne Consequence of Sound, a classé « God Control » comme l’un des morceaux les plus remarquables de Madame X. « Les ambitions de Madonna ne sont pas seulement musicales. Plusieurs chansons [sur l’album] contiennent des messages sociaux avec des quantités variables de mordant... Mais le message est encore mieux exprimé sur l’ambitieux 'Contrôle de Dieu'. »[18]
- Daniel Welsh du HuffPost a estimé qu’il s’agissait de l’un des « morceaux de fête teintés de tristesse » de l’album.
- Robbie Barnett du Washington Blade, l’a comparé aux chansons de Madonna sorties en 2000, Music et Impressive Instant, la qualifiant de « parfaitement adaptée à la consommation de piste de danse », la meilleure piste de danse de la chanteuse depuis Hung Up (2005), ainsi que la meilleure chanson de l’album[19].
- Sur une note moins favorable, Rich Juzwiak de Pitchfork, a déclaré que c’était « censé être amusant, mais c’est épuisant »[20].

## Clip vidéo

### Contexte et synopsis
Au cours d’une interview avec People, Madonna a déclaré que l’une des principales raisons pour lesquelles elle avait fait une vidéo pour « God Control » était ses enfants ; « J’envoie mes enfants à l’école avec la même peur que toutes les mères de cette époque [...] C’est vraiment effrayant pour moi que les espaces autrefois sûrs où nous nous rassemblons, adorons et apprenons sont des cibles. Personne n’est en sécurité ». Dans une autre déclaration, elle a dit qu’elle voulait également attirer l’attention sur ce problème persistant en Amérique. En ce qui concerne ceux qui pourraient lui reprocher d’être trop graphique, elle a répondu : « c’est ce qui se passe. Les armes à feu tuent ».
Le clip de « God Control » est sorti le 26 juin 2019. Il a été réalisé par Jonas Åkerlund, qui avait déjà travaillé avec Madonna dans des vidéos telles que Ray of Light (1998), Music (2000), American Life (2003) et Bitch I’m Madonna (2015),. Cela a compté avec les apparitions de la drag queen Monét X Change, de l’actrice Sofia Boutella et de la youtubeuse Gigi Gorgeous. Il s’ouvre sur un texte : « L’histoire que vous êtes sur le point de voir est très troublante. Il montre des scènes graphiques de violence armée. Mais cela se produit tous les jours. Et il faut que ça s’arrête ». Raconté à travers des flashbacks dans l’ordre chronologique inverse, il commence avec Madonna dans le rôle de son alter ego « Madame X », portant une courte perruque noire et assise à une machine à écrire en train de taper les paroles de la chanson, entrecoupée d’images de la fusillade dans une boîte de nuit semblable au Studio 54 de New York,. Ces scènes auraient évoqué la boîte de nuit d’Orlando en 2016 et la fusillade de Thousand Oaks en 2018,. La vidéo recule ensuite dans le temps et montre Madonna se préparant à sortir. Elle porte un pantalon doré inspiré des années 1970 et une perruque bob blonde. D’autres scènes montrent Madonna agressée alors qu’elle se rendait à la boîte de nuit, une chorale d’enfants chantant lors d’une veillée à l’église et des images de manifestations contre les armes à feu et la NRA,. Il se termine par l’expression « Réveillez-vous » et une citation de la militante des droits civiques et membre des Black Panthers, Angela Davis : « Je n’accepte plus les choses que je ne peux pas changer. Je change les choses que je ne peux pas accepter »,.

### Réception
« C’est votre réveil. La violence armée touche de façon disproportionnée les enfants, les adolescents et les personnes marginalisées dans nos communautés... Honorez les victimes et exigez le CONTRÔLE DES ARMES À FEU. MAINTENANT. Faites du bénévolat, levez-vous, faites un don, tendez la main. Réveillez-vous et insistez sur une législation sensée sur la sécurité des armes à feu... Des vies innocentes en dépendent. »
—Madonna parle du clip de « God Control » sur son compte Twitter. La vidéo a été critiquée pour sa représentation de la violence.
- Ryan Reed de Rolling Stone, a déclaré que cela touchait le thème de l’incapacité de la société à restreindre la possession d’armes à feu, et que certaines scènes contrastaient entre « la joie de danser dans les boîtes de nuit » et « la brutalité d’une fusillade de masse »[22].
- Alexa Camp de Slant Magazine, a noté des similitudes avec le clip original de American Life, alors que celui-ci était une « satire de la consommation de la guerre par la société moderne comme divertissement populaire », « 'God Control' dépeint le carnage que les armes de guerre peuvent causer ici chez nous ». Camp a également mis en évidence des œufs de Pâques, y compris des vidéos de Madonna du passé. La scène dans laquelle la chanteuse est agressée pourrait être considérée comme une référence à sa vidéo de 1989 pour Like a Prayer, dans laquelle Madonna voit une jeune femme être agressée sexuellement par un groupe d’hommes. La photo d’un crucifix qui semblait pleurer de sang était une autre référence à Like a Prayer, selon Camp[22]. L’auteur a également souligné des photos encadrées de Frida Kahlo, Simone de Beauvoir, Patti Smith et Martha Graham accrochées aux murs autour du bureau de Madonna. Cette dernière, selon l’artiste, l’a baptisée du surnom de « Madame X » à la fin des années 1970[24].
- Christopher Rudolph de The Backlot, l’a qualifié de « bain de sang disco troublant »[29].
- Spencer Kornhaben, a déclaré que les tons graphiques de la vidéo ont enlevé « l’ambiguïté et le sous-texte » de la chanson, et l’ont critiquée pour avoir glamour le traumatisme et « l’amplifier », sans « pousser la conversation n’importe où de nouveau »[30]. Il a conclu : « les personnes hostiles à la cause de Madonna ne sont pas susceptibles d’être émues ; les gens qui sympathisent avec sa cause se sentent épuisés »[30].
- Daniel Megarry du Gay Times, l’a qualifié de « vidéo la plus choquante à ce jour » de la chanteuse[31].
- Sal Cinquemani de Billboard, a classé « God Control » comme l’une des neuf vidéos les plus controversées de Madonna[27].
- Idolator l’a nommé meilleur clip vidéo de 2019. Mike Nied a déclaré que cela montrait que Madonna était toujours capable de « créer une œuvre à la fois visuellement frappante et capable de parler de problèmes culturels plus larges »[32].
- Shannon Watts, qui a fondé Moms Demand Action, a remercié Madonna d’avoir sensibilisé le public aux horreurs de la violence armée[21].
- L’acteur George Takei, qui a créé le groupe anti-armes à feu 1Pulse4America après la fusillade d’Orlando, et March for Our Lives, le groupe de pression fondé après la fusillade du lycée Stoneman Douglas, ont été parmi ceux qui ont fait l’éloge du chanteur et de la vidéo[33].
- Patience Carter, survivante de la fusillade d’Orlando, a tweeté : « J’applaudis la tentative, mais je suis vraiment troublée ». De même, Brandon Wolf, un autre survivant, a déclaré qu’il appréciait le message, mais qu’il estimait que le chanteur « utilisait la tragédie et les victimes comme « accessoires »[30].
- Emma González, survivante de la fusillade du lycée Stoneman Douglas, a critiqué la vidéo pour être « foutu et horrible »[34].

## Performances en direct
Madonna a interprété pour la première fois « God Control » lors de son apparition à Stonewall 50 – WorldPride NYC 2019. Elle portait un cache-œil avec un X, qui était conçu aux couleurs du drapeau arc-en-ciel, tandis que ses danseurs de fond étaient parés de policiers brandissant des boucliers de combat. 

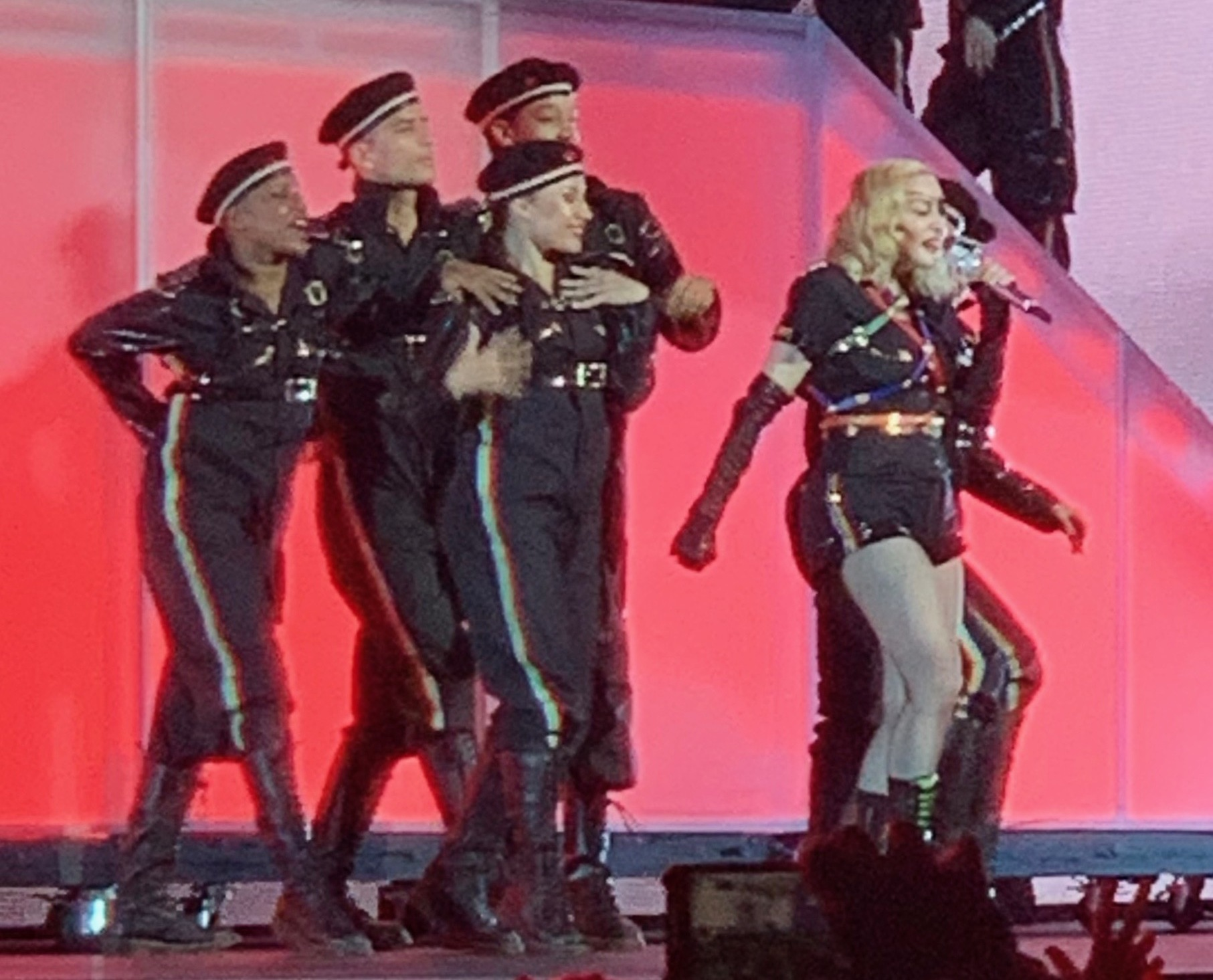
Madonna, entourée de ses danseurs, chantant "God Control" lors de son apparition à Stonewall 50 - WorldPride NYC 2019.

Billboard a fait l’éloge de la « performance live visuellement puissante... rempli de chorégraphies détaillées et d’un groove disco qui a fait tourner la foule et shimmying ». La chanson a ensuite été interprétée comme numéro d’ouverture de la tournée Madame X Tour de la chanteuse. L’exposition a commencé par une citation de James Baldwin : « L’art est là pour prouver que toute sécurité est une illusion... Les artistes sont là pour troubler la paix ». Puis, une femme silhouette s’assit devant une machine à écrire; chaque touche sonnant comme un coup de feu, accompagné d’un danseur secousses et vacillant comme s’il avait été abattu. Madonna apparaît alors, vêtue d’une tenue scintillante de la guerre d’indépendance et d’un chapeau tricorne à plumes, pour chanter la chanson tout en rebondissant entre les boucliers de deux policiers. La performance comportait deux escaliers, qui se déplaçaient et se démontaient tout au long du spectacle, et des flics attaquant les danseurs sous un montage vidéo de séquences d’actualités,,. Dans sa critique de l’un des concerts au Wiltern Theatre de Los Angeles, Kelli Syke Fadroski a estimé que « c’était un peu déconcertant d’entendre des dizaines d’effets sonores de coups de feu résonner dans un lieu très sombre. Mais c’était là l’essentiel ».

## Position dans les charts
| Liste (2019)            | Position la plus élevée |
| ----------------------- | ----------------------- |
| (SNEP France Downloads) | 60                      |

## Crédits et personnel
- Madonna - écrivain, chant, producteur
- Mirwais - écrivain, producteur
- Mike Dean - producteur
- Chœur d'enfants Tiffin - chœurs

Crédits et personnel adaptés des notes de l'album « Madame X ».